# Distrito de Bad Kissingen
El distrito de Bad Kissingen es uno de los 71 distritos en que está dividido administrativamente el estado alemán de Baviera. Es colindante (en el sentido de las agujas del reloj, empezando desde el noroeste) con el distrito de Meno-Kinzig de Hesse y con los distritos bávaros de Rhön-Grabfeld, Schweinfurt y Main-Spessart.

## Historia
El distrito se estableció en 1972, uniendo los antiguos distritos de Bad Kissingen, Bad Brückenau y Hammelburg.

## Geografía
El distrito se localiza en la porción meridional de las Montañas de Rhön. El Saale francónico (Fränkische Saale), un afluente del río Meno, entra al distrito en el norte y lo deja al suroeste.

## Escudo de armas
El escudo de armas muestra:
- En la parte superior, tres iconos que simbolizan los tres balnearios del distrito.
- En la parte izquierda, el águila y el patrón de cuadrados blancos y rojos, ambos del blasón de los Condes de Henneberg, que gobernaron el territorio en la Edad Media.
- En la parte derecha, la cruz negra sobre fondo blanco del blasón del Principado-Obispado de Fulda.

## Ciudades y municipalidades
| Ciudades                                        | Municipios | |
| ----------------------------------------------- | --- | --- |
| 1. Bad Brückenau 2. Bad Kissingen 3. Hammelburg | 1. Aura 2. Bad Bocklet 3. Burkardroth 4. Elfershausen 5. Euerdorf 6. Fuchsstadt 7. Geroda 8. Maßbach 9. Motten 10. Münnerstadt 11. Nüdlingen | 1. Oberleichtersbach 2. Oberthulba 3. Oerlenbach 4. Ramsthal 5. Rannungen 6. Riedenberg 7. Schondra 8. Sulzthal 9. Thundorf 10. Wartmannsroth 11. Wildflecken 12. Zeitlofs |